# Changeup

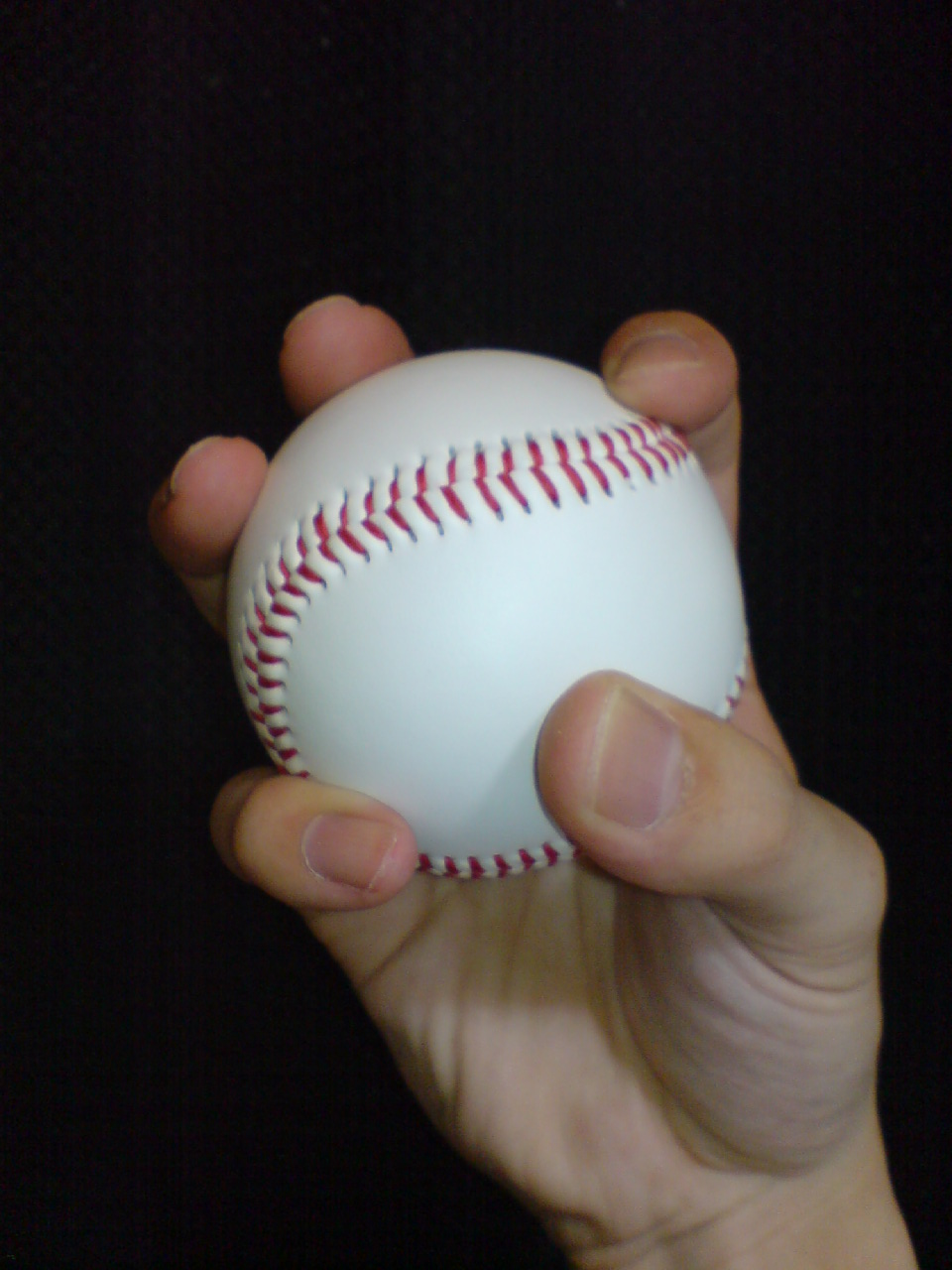
Greppet när man kastar en changeup.

Changeup är en typ av kast som en pitcher i baseboll använder för att försvåra för slagmannen att träffa bollen.
En changeup är ett kast där pitcherns kaströrelse ser likadan ut som vid ett fastballkast, men där bollen inte kastas med maxhastighet utan med 10–15 procent lägre hastighet, vilket syftar till att rubba slagmannens timing.